# Otto Götzl
Otto Götzl (* 4. November 1886 in Ferschnitz; † 20. November 1960 in Amstetten) war ein österreichischer Kaufmann und Politiker (ÖVP). Götzl war von 1945 bis 1949 Abgeordneter zum Landtag von Niederösterreich.

## Leben
Götzl wurde als Sohn einer Kaufmannsfamilie geboren und absolvierte seine Lehrzeit in Linz. 1912 übernahm er das elterliche Geschäft und leistete ab 1914 seinen Militärdienst im Ersten Weltkrieg ab, woraufhin er erst 1920 aus sowjetischer Kriegsgefangenschaft zurückkehrte.

## Politik
Götzl war Gründungsmitglied der Wirtschaftsführenden und Obmann der Sektion Handel in der Kammer der gewerblichen Wirtschaft für Niederösterreich. Zwischen dem 12. Dezember 1945 und dem 5. November 1949 vertrat er die ÖVP im Niederösterreichischen Landtag.